# Alfredo Antonaros
Alfredo Antonaros Taracchini o Alfredo Taracchini Antonaros (Áddi Caièh, 30 aprile 1950) è uno scrittore e drammaturgo italiano.

## Biografia
Antonaros, nato in Eritrea da una madre greco-eritrea e da padre italiano, è in Italia dall'età di sei anni. Dopo la laurea a Bologna è stato per molti anni direttore del Teatro Comunale di Imola e anche il più giovane direttore di teatro in Italia. Ha curato, accanto a Maurizio Scaparro, le prime tre edizioni del Carnevale di Venezia, e con Giorgio Gaslini tutte le edizioni di Europa Jazz Festival di Imola. Ha collaborato per molti anni ai progetti teatrali di Roberto Roversi. Dal 2000 si è occupato di comunicazione televisiva e del canale televisivo Raisat Gambero Rosso Channel. È stato, nel 1984, uno dei primi narratori italiani a porre nei suoi romanzi, editi da Feltrinelli, il tema dell'emigrazione africana, dell'esilio e dello sradicamento.
Come saggista si è occupato dell'evoluzione sociale e culturale del vino, del cibo e dell'alimentazione. Tra i suoi scritti, la Storia universale del vino (Pendragon). È anche autore di una storia della moneta italiana dalla prima lira all'euro (Pendragon). Ha affiancato Alba Morino in gran parte dei suoi progetti culturali per NR.
È autore di romanzi e di alcune drammaturgie, tra cui la riduzione di Brancaleone, prodotto nel 1998 dal Teatro Stabile delle Marche e di Balkanica, testo dello spettacolo vincitore del Festival Internazionale Correnti del Mediterraneo di Lugano nell'ottobre 1994. È autore di alcune sceneggiature cinematografiche tra cui Il concerto, regia di Raffaele Rago, realizzato con la partecipazione del regista Emir Kusturica, prodotto nel 2000. Sino al 2009 è stato autore e conduttore di Raisat Gambero Rosso Channel. Tra le decine di programmi realizzati per Gambero Rosso, venti puntate de Il Pappafreud condotto con Ottavio Rosati sulla psicoanalisi del cibo e delle abitudini alimentari e nel 2006 una riduzione in chiave eno-gastronomica del Canto di Natale di Dickens per la prima volta in chiave di socioplay.. Insieme ad altri ha curato vari programmi televisivi e radiofonici della Rai, come ad esempio Andando a cena. Scrive per le Guide edite dal quotidiano La Repubblica. È tra i promotori del Premio nazionale di giornalismo "Marina Garbesi" dedicato all'informazione sulla disabilità e l'autismo.

## Opere
- Testo letterario e immaginario architettonico, a cura di Rosanna Casari ... [et al.] Milano: Jaca Book, 1996
- Rapporti sperimentali, Bologna Palmaverde 1976
- Comunicar el turismo cultural, Turismo Cultural en América Latina y el Caribe, UNESCO ORCALC, La Habana, Cuba, 1996
- Rutas, senderos, itinerarios en la novela. En diciembre llegaban las brisas de Marvel Moreno, in La obra de Marvel Moreno, Université de Toulouse - Le Mirail, Mauro Baroni editore, Lucca 1997.
- Le miroir sans alouettes, in Exils, Le Nouveau Recueil n. 48, Champ Vallon, 01420 Seyssel, Francia, settembre-novembre 1998
- Alfredo Antonaros, a cura di M. Annunziata Brugnettini; Adina Santini, Pesaro: Banca popolare pesarese, 1989
- Di vetro, di terra, Padova Rebellato Editore 1970
- Balkanika, Ancona: Ars books, 1994, Primo premio al Festival Internazionale Correnti del Mediterraneo di Lugano (Svizzera).
- Maho: storia di cinema e petrolio, Milano, Feltrinelli, 1987, Traduzione in tedesco: Piper, Germania, 1988
- Mostra ceramiche devozionali nell'area emiliano-romagnola, Imola, Ferrara, Bologna, catalogo a cura di: Paolo Guidotti, Giovanni L. Reggi, Alfredo Taracchini, Imola: Grafiche Galeati, 1976.
- Moto a luogo: l'ultimo Grand tour, Bologna: Pendragon, stampa 1994
- La piattaforma, Milano: Jaca book, 1997
- Per Sarah, Milano: Feltrinelli, 1989, Traduzione in spagnolo: Circe, Spagna, 1990
- La scrittura scenica, Franco Fortini... [et al.], Milano. Ennerre, 1994
- Tornare a Carobel : romanzo, Milano: Feltrinelli, 1984, Traduzione in tedesco: Piper, Germania, 1985
- I Romagnoli, la tribù di Fellini: saggio, Torino, Edizioni Sonda, 1997
- Viaggi : saggio, Roma: Theoria, Roma, 1998
- Tra meridiani e paralleli, Viaggio intorno al mondo della Corvetta "Vettor Pisani" 1882-1885, : saggio-catalogo fotografico / Alfredo Antonaros, Roma: Ed. Marina Militare Italiana, 1998
- Emilia-Romagna, Guida Gastronomica e turistica, Roma 1999, Gambero Rosso editore.
- Alfredo Taracchini, Addio, cara Lira. Storia illustrata della moneta che ha accompagnato per duecento anni la vita del nostro paese, prefazione di Romano Prodi, Bologna, Edizioni Pendragon, 1999, ISBN 9788883420146.
- La grande storia del vino, saggio, Bologna 2000, Pendragon editore.
- Messico e altre storie, Milano 2002. Ennerre
- Spirito divino, Roma 2004, Retablo
- La grande storia del vino, l'evoluzione della bevanda più antica del mondo, saggio, Bologna 2006, Pendragon editore.
- Storia universale del vino, Bologna, Pendragon editore.
- Messico, Milano. Ennerre 2002
- Riflessi divini, La cultura del Vino, Retablo, Roma 2002
- Le parole dell'esilio, EnnErre, Le nostre Ragioni, Milano 2003
- L'anno dei giorni rubati, romanzo, Bologna 2006, Pendragon editore.
- Il riscatto dell'Agro, l'agricoltura a difesa del paesaggio, Minerva Edizioni, Argelato (Bo) 2010
- Armonia de sabores , Inteligo Edizioni, Lima (Perù) 2010
- Fuori dal mondo con Roberto Roversi, A cura di Alba Morino, Alfredo Antonaros, Salvatore Jemma
- Le nostre ragioni, Milano: EnnErre, 2013
- Conoscere Roberto Roversi, con Roberto Roversi La mia piccola Atene emiliana, Bologna, Pendragon, 2013
- Il dolce, Il piacere del gusto nella storia, San Sepolcro: Aboca editore, 2013
- La guerra dell'acqua, Pesaro, Antonaros Editore, 2014 (stampata in sole 30 copie numerate e firmate dall'autore)
- "Scempiaggini,  Variazioni da un'ipotesi di Oz", con Preludio di Antonio Castronovo, Imola, Babbomorto Editore, 2019 (Plaquette in 37 esemplari numerati a mano e firmati dall'autore).
- AA.VV., Considerate i gigli…, Lettere a Liliana Segre, a cura di Mattia Fontanella, Pendragon, Bologna 2020
- "Mare di Marche", 2024 (stampata in sole 30 copie numerate e firmate dall'autore)
- AA.VV., Il brodetto, Ideostampa Edizioni, Colli al Metautro PU, 2024
- AA.VV., La libertà è difficile, Lettere aperte ai condannati a morte della Resistenza, Pendragon Ed, Bologna 2024.

### Drammaturgie e sceneggiature teatrali
- Canchero, fonoregistrazione musicale, con Roberto Bartoli, 1977
- Brancaleone 1998, con Age, Scarpelli e Solari, produz. Teatro Stabile delle Marche
- Il Concerto, film, regia Raffaele Rago
- Don Chisciotte, prodotto nella stagione 1998/99 dal Teatro Stabile delle Marche
- Balkanika, prodotto nella stagione 1994 dal Teatro Festival di Polverigi (Ancona)
- Soldi, 2013, inedito